# Oakbrook Terrace Tower
La Oakbrook Terrace Tower est un gratte-ciel de 127 mètres de hauteur construit à Oakbrook Terrace dans la banlieue de Chicago aux États-Unis en 1986.
C'est le plus haut immeuble de l'Illinois en dehors de la ville de Chicago et le seul gratte-ciel d'Oakbrook Terrace.

## Description
La surface de plancher de l'immeuble est de 235 608 m² ce qui est considérable pour un gratte-ciel.
L'immeuble a été conçu par l'agence Murphy/Jahn, Inc. Architects du germano-américain Helmut Jahn.
Le bâtiment est octogonal avec 4 pignons en chevrons au sommet et des arches en chevrons sur les deux entrées principales. Il y a également des chevrons sur les murs du hall d'entrée, sur les portes des ascenseurs et sur les carreaux de la piscine.
Chacun des 4 derniers étages comprend 16 bureaux en coins.
Les panneaux de verres de l'immeuble sont recouverts d'un brillant argenté qui leur donne l'apparence de l'aluminium.
L'immeuble comprend plusieurs des caractéristiques des réalisations d'Helmut Jahn, notamment des bandes horizontales et la conception des plus infimes détails, y compris les trottoirs des voies d'accès.
Le hall d'entrée est haut de 5 étages et est recouvert de marbre gris et blanc. Il comprend une sculpture en acier inoxydable de Nancy Graves intitulée 'Peripeteia '88'
Après l'achèvement des travaux, les opposants à la construction de la tour répandirent la rumeur qu'elle penchait. La rumeur fit l'objet d'article dans le Chicago Tribune avant qu'elle ne soit discréditée.